# Ligne de Lahti à Heinola
La ligne de Lahti à Heinola (finnois : Lahti–Heinola-rata), est une ligne de chemin de fer, à voie unique, du réseau de chemin de fer finlandais qui relie les villes de Lahti et Heinola.

## Histoire
La ligne a été construite de 1928 à 1932. le pont ferroviaire d'Heinola a été construit, à cette période.
L'inauguration de la ligne a lieu le 10 septembre 1932, exactement quatre ans après le début de la construction. Ce jour-là, un train festif a circulé d'Helsinki à Lahti puis à Heinola. Les célébrations se sont poursuivies à la gare d'Heinola. Le président Pehr Evind Svinhufvud a participé aux célébrations. 
La ligne assurait à la fois du trafic de passagers et de marchandises, mais le trafic de passagers sur la ligne a été interrompu en 1968 et depuis la ligne n'est utilisée que par le trafic de marchandises.

## Exploitation

### Transport de marchandises
Deux trains de marchandises desservent Heinola chaque jour en semaine. 
Le temps de trajet entre Lahti et Heinola est d'environ une heure, en fonction de la nécessité d'effectuer des manœuvres aux gares intermédiaires.
Jusque dans les années 1990, les trains à destination d'Heinola utilisaient des locomotives Dv15 ou Dv16 en double traction. 
Depuis, des locomotives Dv12 sont utilisées.
Les utilisateurs les plus importants de la ligne d'Heinola sont les entreprises de l'industrie forestière et métallurgique. 
Le transport de marchandises comprend principalement des transports ferroviaires vers l'usine de carton Stora Enso à Rautsalo des métaux pour la société Kuusakoski Oy à Myllyoja, ainsi que du bois pour la scierie de Vierumäki. 
Le chemin de fer fait partie de la chaîne de transport internationale de l'industrie. 
Les produits sont transportés entre autres, vers le port de Mussalo et vers Vainikkala (fi).

### Transport de voyageurs
Depuis l'ouverture de la ligne en 1932 jusqu'au 26 mai 1968, la ligne assurait du transport de passagers vers Heinola. 
Les trains de la série Dm7, ou Lättähatut, sont entrés en service dans les années 1950. 
Avant les Dm7, des wagons en bois tirés par une locomotive à vapeur étaient utilisés comme matériel roulant. 
La reprise du trafic passagers a été évoquée à plusieurs reprises ces dernières années.

## Galerie

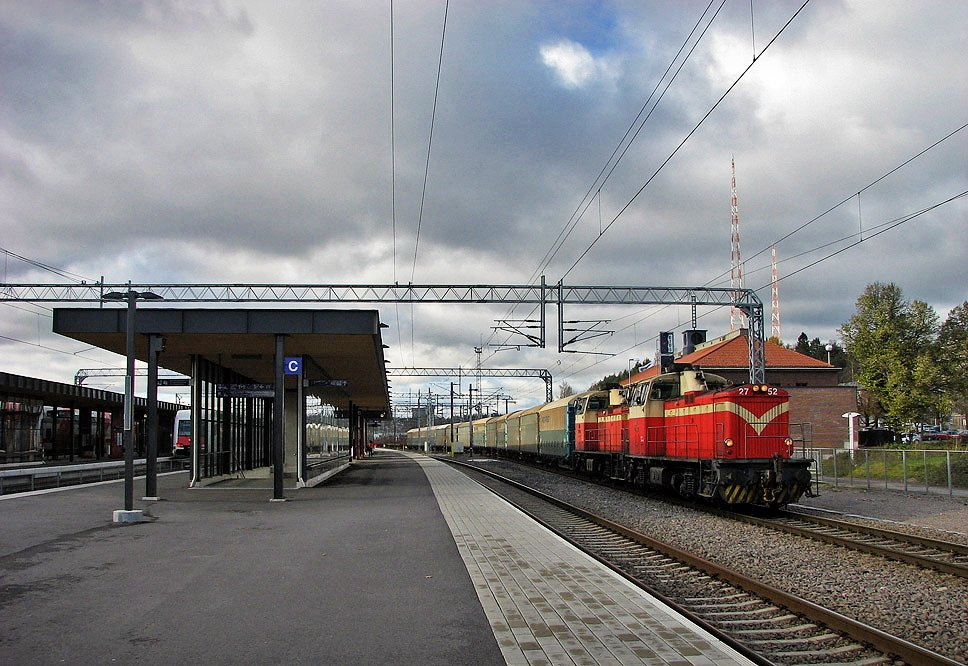
Gare de Lahti.
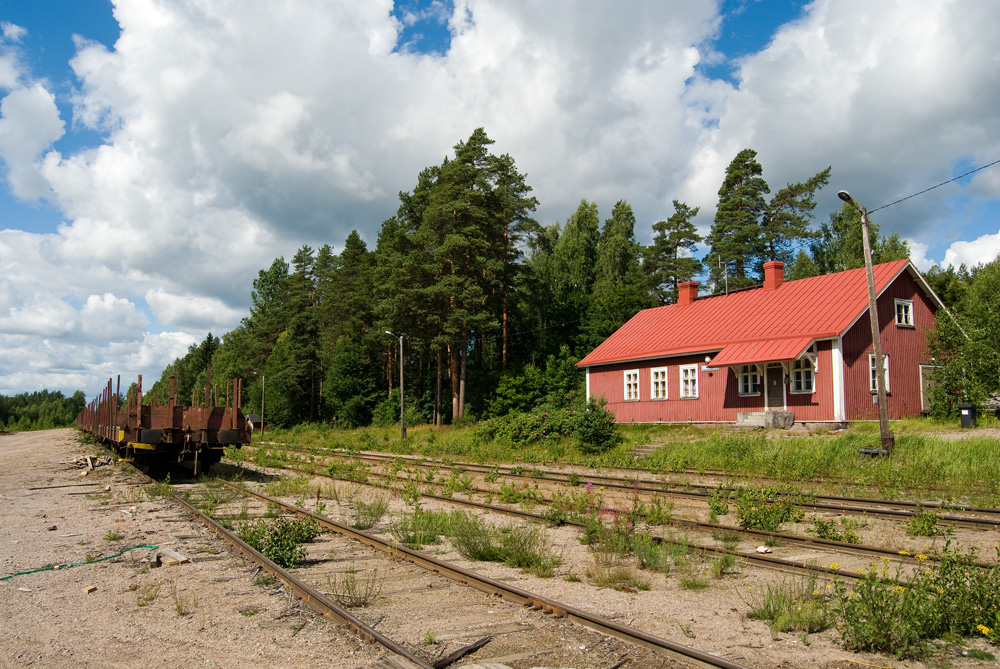
Dépôt de Vierumäki.
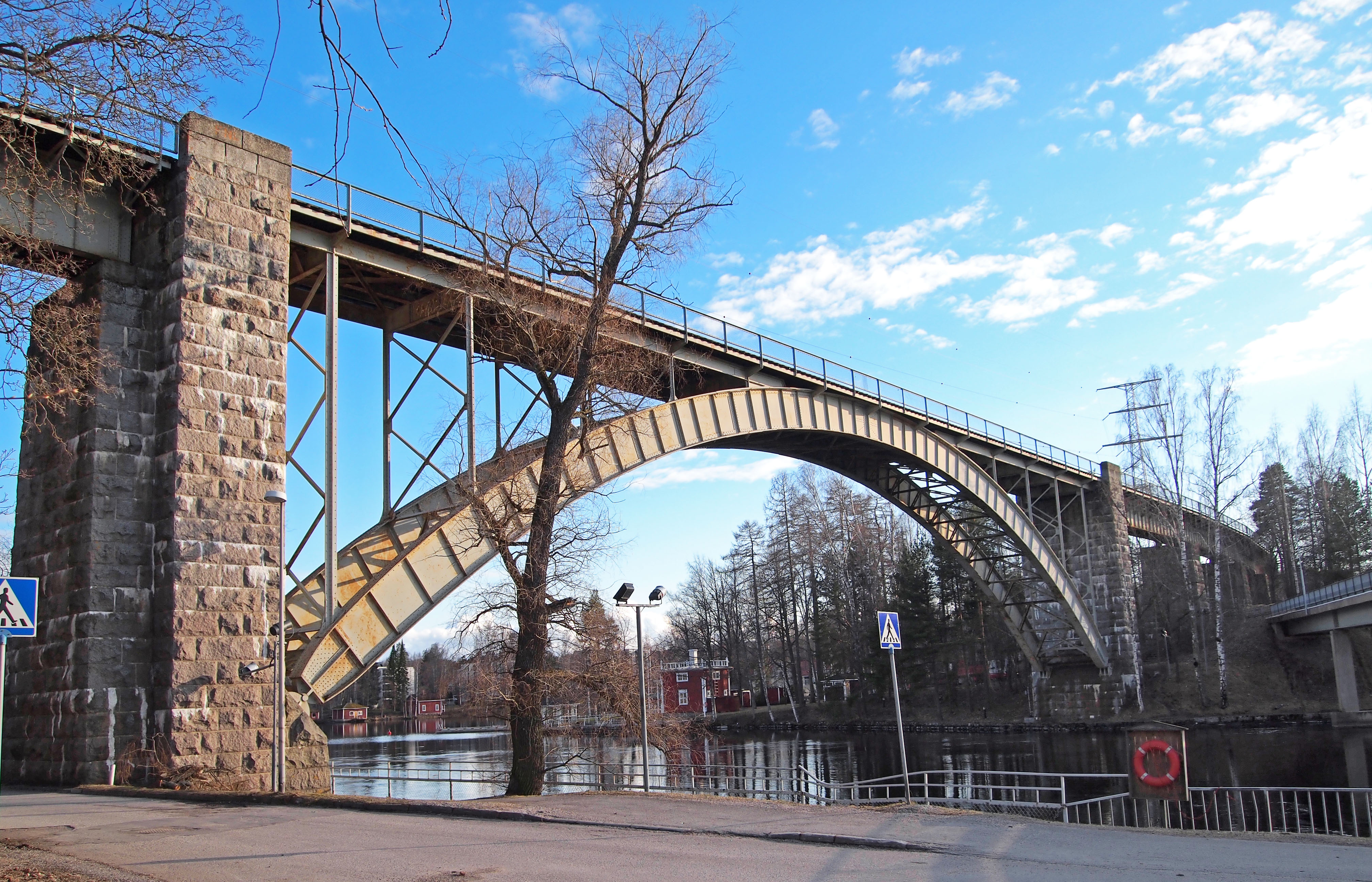
Pont ferroviaire d'Heinola.
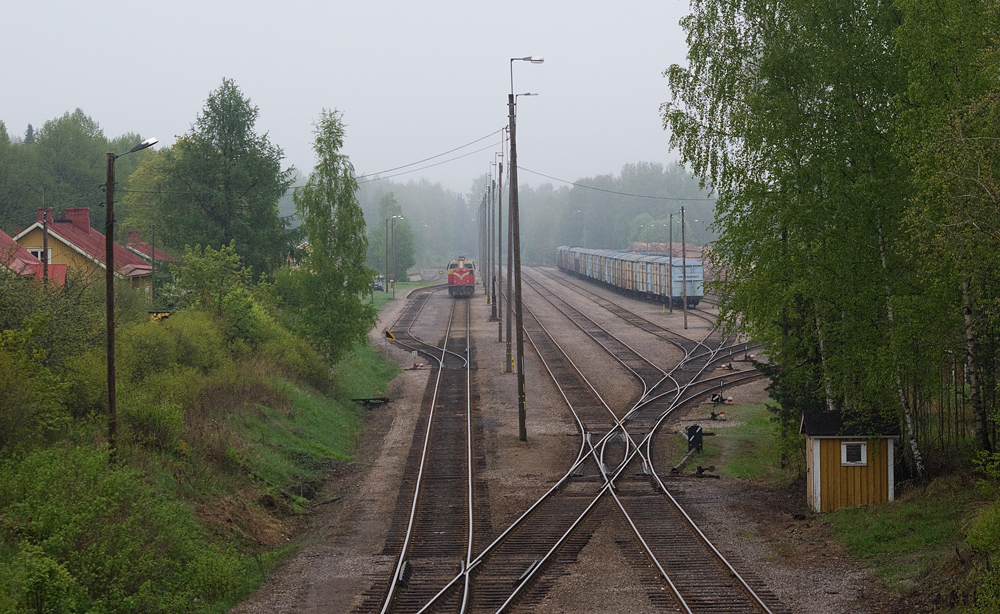
Dépôt d'Heinola.
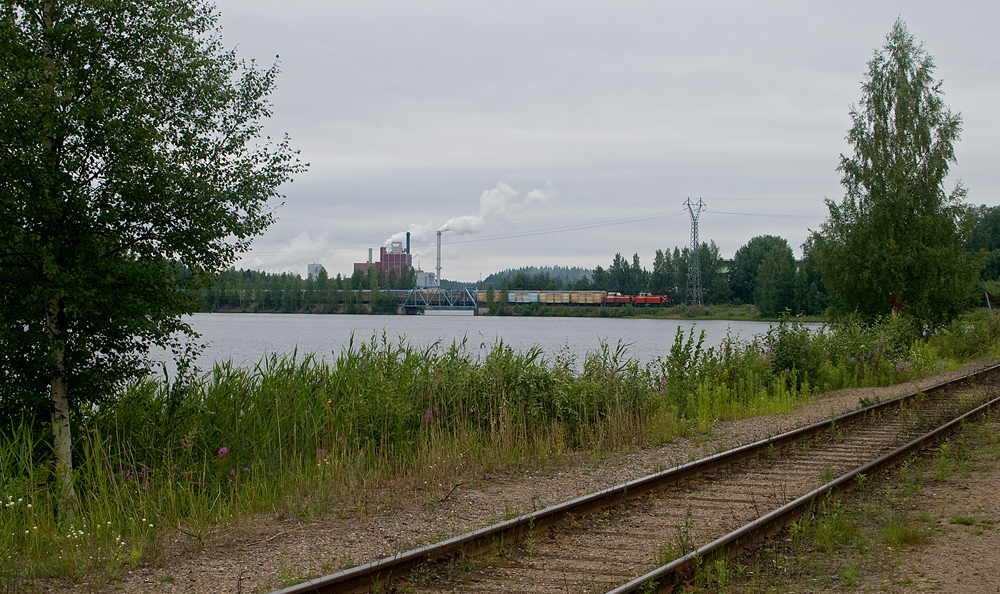
Voie de Rautsalo.